# Анастасія Кузьміна (балерина)
Анастасія Кузьміна (21 березня 1993, Київ) — українська танцівниця, телеведуча та ведуча, натуралізована італійка.

## Біографія
Народилася в Україні, переїхала з родиною до Болоньї. У 2009 році Анастасія піднялася на п'єдестал на чемпіонаті Італії в категорії 16/18 років, а наступного року виграла Кубок і Суперкубок з латиноамериканських танців і змагалася у фіналі чемпіонату Італії. Останній успіх прийшов у 2010 році, коли вона змагалася у півфіналі латиноамериканських танців у вікової категорії до 21 року в Блекпулі.
У 2012 році Кузьміна взяла участь як викладач танців у восьмому випуску телевізійної програми «Танці з зірками» (Ballando con le stelle), що транслювалася на Rai Uno, яку виграла в парі з актором Андресом Гілом, а також, знову разом з Гілом, у «Танцюю з тобою», посіла на третє місце. Восени пара також взяла участь у реаліті-шоу «Пекінський експрес», яке вів Емануеле Філіберто ді Савойя, посівши друге місце.
У 2013 році вона знову стала співведучою дев'ятого випуску «Танців з зірками» разом з Гілом. У 2013 році Анастасія розпочала телевізійну програму Anastasia Love Dance, що виходить на канал DeA Kids (канал Sky 601), яка є чимось середнім між ситкомом для дітей та навчальним посібником з танців. У театрі з травня 2014 року вона грає в блискучої комедії «Una Scelta non… Chiara» Джованні Готті та Еудженіо Марії Бортоліні. У жовтні повертається до акторського складу «Танців з зірками» разом із новомодним співаком Тоні Коломбо, але вони обидва залишили шоу в шостому епізоді, а потім, остаточно, у восьмому, під час повтору. В 11-му випуску Кузьміна була капітаном команди-переможці «Танцюю з тобою», сегмента в епізодах основної програми, присвяченого танцюристам які не належать до світу шоубізнесу.
У 2017 році вона брала у дванадцятому випуску «Танців з зірками» в парі з Фабіо Базіле. Пара посіла друге місце та отримала срібну медаль.
У 2018 році, на тринадцятому змаганні «Танців з зірками» Кузьміна виступила в парі з серфінгістом Франсіско Порчелла. Вони посідають друге місце у фіналі 19 травня.
З березня 2019 року веде танцювальну програму Happy Dance на каналі Rai Gulp разом з Лоренцо Бранчетті.
У 2019 році Анастасія Кузьміна бере участь у чотирнадцятому випуску «Танців з зірками» разом з актором Анджело Руссо, з яким досягає фіналу і п'ятої позиції. Також у 2020 році вона бере участь як викладач у п'ятнадцятому випуску «Танців з зірками», цього разу з боксером Даніеле Скардіною, фінішувавши четвертою.

## Особисте життя
У 2018 році у неї були стосунки з серфером Франциско Порселла, її учнем по «Танцях з зірками».

## Телебачення

### Танці з зірками
- Танці з зірками 8 (Rai 1, 2012) — перемогла у парі з Андресом Гілом.
- Танцюю з тобою (Rai 1, 2012) — третє місце в парі з Андресом Гілом.
- Танці з зірками 10 (Rai 1, 2014) — восьме місце в парі з Тоні Коломбо.
- Танці з тобою 2 (Rai 1, 2016) — перемогла з танцюристом Джузеппе Герчіа.
- Танці з зірками 12 (Rai 1, 2017) — друге місце в парі з Фабіо Базіле.
- Танці з зірками 13 (Rai 1, 2018) — друге місце в парі з Франциско Порчелла..
- Танці з зірками 14 (Rai 1, 2019) — п'яте місце в парі з Анджело Руссо.
- Танці з зірками 15 (Rai 1, 2020) — четверте місце в парі з Даніеле Скардіною.
- Танці з зірками 16 (Rai 1, 2021) — п'яте місце в парі з Федеріко Лаурі.
- Танці з зірками 17 (Rai 1, 2022) — восьме місце, в парі з Лоренцо Бьяджареллі.

### Інше
- Пекінський експрес — пригоди на Сході (Rai 1, 2012) — друге місце в парі з Андресом Гілом.
- Anastasia Love Dance (DeA Kids, Super! 2013—2014) — ведуча.
- Танці на дорозі (Рай 1, 2017) – кореспондент
- Dance Battle, Just4Like (відеокліп, 2017)
- Happy Dance (Rai Gulp, 2019) — ведуча

## Примітка
1. ↑  Blackpool Dance Festival 2010.
2. ↑  Andres Gil e Anastasia Kuzmina vincitori di Ballando con le stelle 2012.
3. ↑  I finalisti di Pechino Express: Andres Gil e Anastasia Kuzmina.
4. ↑  Ballando: Anastasia Kuzmina lascia Francisco Porcella e lo attacca. 17 dicembre 2018.